# Canal Erewash
Le canal Erewash est un canal d'Angleterre, construit entre 1777 et 1779, sur 19 km, qui fut dès le départ un succès commercial grâce aux livraisons de charbon.

## Histoire
En 1777, John Varley commande aux ingénieurs John et James Pinkerton de lancer la construction du canal, qui est achevée en 1779 pour un coût de 21 000 livres.